# Song Jae-kun
Pour les articles homonymes, voir Song.
Dans ce nom coréen, le nom de famille, Song, précède le nom personnel.
Song Jae-kun, né le 15 février 1974, est un patineur de vitesse sur piste courte sud-coréen.

## Palmarès

### Jeux olympiques
- Médaillé d'or en relais sur 5 000 m aux Jeux olympiques d'hiver de 1992 à Albertville

### Championnats du monde
- Médaillé de bronze toutes épreuves aux Championnats du monde de patinage de vitesse sur piste courte 1995 à Gjøvik

### Championnats du monde par équipe
- Médaillé d'or en 1992
- Médaillé d'argent en 1991
- Médaillé d'argent en 1995

### Jeux asiatiques d'hiver
- Médaillé d'argent sur 1 000 m aux Jeux asiatiques d'hiver de 1996 à Harbin
- Médaillé de bronze sur 3 000 m aux Jeux asiatiques d'hiver de 1996 à Harbin